# Oaxacania
Oaxacania je monotipski rod glavočika, dio podtribusa Oaxacaniinae. Prema Kew-u sinonim je za Hofmeisteria.

## Opis
Rod je polugrmova ili grmova s stjenovitih litica u području kanjona Tomellin u sjevernoj Oaxaci, Meksiko. Vrlo sličan rodu Hofmeisteria, od koje se dvojbeno razlikuje, uključuje biljke koje imaju naizmjenične listove na peteljci s režnjevim oštricama, glavice s preklapajućim braktejama i brojnim cvjetovima, gole vrhove s proširenom bazom i 5-rebraste cipsele. Oaxacania se razlikuje po cvjetištu i tome što cipsele koje su spljoštene i u kojima papus ili nedostaje ili se sastoji uglavnom od vrlo kratke krune.

## Sinonimi
- Hofmeisteria malvifolia (B.L.Rob. & Greenm.) B.L.Turner; Phytologia 63(6): 416 (1987)